# Dom Krzysztofa
Dom Krzysztofa (szw. Kristoffers hus) – szwedzki film fabularny z 1979. Dramat psychologiczny, adaptacja powieści Johana Barguma.

## Opis filmu
Od czasu rozstania z żoną Krzysztof mieszka na piętrze obszernej willi, której parter zajmuje jego babcia. Krzysztof utrzymuje się z fotoreporterskich prac dla sensacyjnego tygodnika. Jednak uważa się za artystę i swoje właściwe, artystyczne fotografie wystawia w galeriach sztuki. Jedyną osobą, z którą Krzysztof utrzymuje bliższe kontakty, jest modelka Hanna. Jego problemem jest samotność i społeczne nieprzystosowanie. Jednak wszystko się zmienia, gdy Krzysztof wykonując redakcyjne zlecenie odkrywa zwłoki emeryta, którym nikt się nie interesował. Fotograf rozpoczyna prywatne śledztwo i jednocześnie próbuje zbudować na nowo swoje relacje z byłą żoną, matką, córką.

## Obsada
- Thommy Berggren – Krzysztof
- Agneta Eckemyr – Hanna, modelka
- Mimi Pollak – babcia Krzysztofa
- Gunnel Broström – matka Krzysztofa
- Börje Ahlstedt – Börje, dziennikarz
- Mona Seilitz – Katarina, żona Börjego
- Marie Göranzon – Mona, była żona Krzysztofa
- Sten Johan Hedman – Leif, partner Mony
- Linda Megner – Frida, córka Krzysztofa i Mony
- Pia Garde – chora dziewczynka
- Majlis Granlund – matka chorej dziewczynki
- Silvija Bardh – Siri
- Birgitta Andersson – Helena Sandholm
- Urban Sahlin – brat Heleny
- Folke Broström – Sandholm, ojciec Heleny
- Stig Ossian Ericson – Stenkil
- Per Oscarsson – „Rak”, dziennikarz
- Gunnar Friberg – dziennikarz
- Berto Marklund – właściciel galerii
- Mårten Larsson – policyjny detektyw
- Björn Larsson – fotograf
- Alvaro Eljach – doktor Enrique Rodrigues
- Anders Jonason – dziadek Krzysztofa
- Anders Friberg – mężczyzna w redakcji
- Lisbeth Zachrisson – kobieta w redakcji
- Linda Krüger – kobieta w redakcji
- Katarina Ewerlöf – gość na przyjęciu
- Görel Crona – gość na przyjęciu

## Nagrody
- 1980 : Svensk Films Kvalitetsbidrag – nagroda Szwedzkiego Instytutu Filmowego.